# 高雄 (演員)
高雄（英語：Eddy Ho，1944年12月13日—），原名何耀深，香港男演員。1968年加入香港電影圈，1970年代開始涉足電視圈。到了2007年之後轉戰中國內地影視圈至今。

## 簡歷
高雄早年在中山市長大及就學，並以偷渡方式來到香港成為香港居民。他於1968年參加邵氏電影公司特技訓練班，開始做龍虎武師、替身、后轉為演員、動作片演員。未幾得到演員兼導演高寶樹提拔出演電影反派，並獲對方為他改了藝名「高雄」。取此名字的原因出於高寶樹認為高雄的原名發音不較響亮，而「高雄」一名不論在粵語還是國語發音上都相對地響亮。
1971年，高雄在韓國拍攝電影期間，曾因意外墮馬身受重傷並一度昏迷，其後獲救及住院兩個月。往後他曾演出徐克在佳藝電視的成名作品《金刀情俠》，繼而轉投麗的電視及無綫電視（1986年），演出《天龍八部》、《新紮師兄1988》、《蓋世豪俠》，在1989年11月轉投亞洲電視（原麗的電視）演出《中華英雄》、《碧血青天楊家將》、《再造繁榮》、《精武門》之後，1999年再度轉投無綫電視。此前於1996年為了讓下一代擁有較佳的教育環境，高雄移居溫哥華。此外，高雄也參演很多電影，包括徐克的《地獄無門》、程小東的《生死決》，而高雄唯一擔正主角的電影就是1983年由吳宇森導演的《英雄無淚》。高雄還參演過多部荷里活電影，包括《致命武器4》、《絕地救援》。當中能夠拍攝西方電影的契機起自該兩齣電影的導演在網上觀看了高雄的演出，於是通過香港的製作單位指明要他參演。
現時，高雄除了定居溫哥華之外，亦接演中國內地影視作品。

## 其他資料
高雄除了會說粵語、英語及普通話，還會說簡單的日語。他懂得騎馬、單車、游泳、開車、中國功夫、太極拳以及柔道。 

## 電視劇

### 電視劇（佳藝電視）
| 年 份  | 劇名     | 角色 | 備註         |
| 1978年 | 金刀情俠 |      | 兼任武術指導 |

### 電視劇（麗的電視/亞洲電視）
| 年 份  | 劇名                          | 角色     | 備註     |
| 1978年 | 鱷魚淚                        | 司機洪   | 麗的電視 |
| 1980年 | 湖海爭霸錄                    | 雁南來   | 麗的電視 |
| 1980年 | 太極張三豐                    | 濟深和尚 | 麗的電視 |
| 1984年 | 霍東閣                        | 風火雷   | 亞洲電視 |
| 1984年 | 四大名捕                      | 孔貴     | 亞洲電視 |
| 1990年 | 中華英雄                      | 撒旦將軍 | 亞洲電視 |
| 1990年 | 赤子雄風                      | 方承國   | 亞洲電視 |
| 1991年 | 廟街豪情                      |          | 亞洲電視 |
| 1991年 | 再造繁榮                      | 霖       | 亞洲電視 |
| 1991年 | 上海一九四九                  |          | 亞洲電視 |
| 1991年 | 勝者為王                      | 方真     | 亞洲電視 |
| 1992年 | 摩登七十二家房客              |          | 亞洲電視 |
| 1992年 | 皇家警察實錄                  |          | 亞洲電視 |
| 1992年 | 勝者為王II天下無敵            | 洪英     | 亞洲電視 |
| 1992年 | 龍在江湖                      | 嚴星南   | 亞洲電視 |
| 1992年 | 仙鶴神針                      | 蓝海平   | 亞洲電視 |
| 1993年 | 勝者為王III王者之戰           | 蔣權     | 亞洲電視 |
| 1993年 | 天蠶變之再與天比高            | 唐百川   | 亞洲電視 |
| 1993年 | 新香港奇案 [八仙飯店滅門慘案] | 阮成昌   | 亞洲電視 |
| 1994年 | 碧血青天楊家將                | 楊延昭   | 亞洲電視 |
| 1995年 | 精武門                        | 霍元甲   | 亞洲電視 |
| 1995年 | 一屋兩鬼三人行                |          | 亞洲電視 |
| 1995年 | 法外英雄                      | 曹显龙   | 亞洲電視 |
| 1995年 | 千王之王重出江湖              | 顧庭寛   | 亞洲電視 |
| 1995年 | 愛者有其屋                    |          | 亞洲電視 |
| 1997年 | 雪花神劍                      | 上官天鵬 | 亞洲電視 |
| 1997年 | 天長地久                      | 容之儀   | 亞洲電視 |
| 1999年 | 英雄之廣東十虎                | 黃麒英   | 亞洲電視 |
| 2006年 | 香港奇案實錄-屋邨狂父斬頭     | 陳強     | 亞洲電視 |

### 電視劇（無綫電視）
| 年 份  | 劇名         | 角色          | 備註                                               |
| 1983年 | 神鵰俠侶     | 馮默風        |                                                    |
| 1986年 | 林沖         | 林沖          | 杜琪峯邀請出演                                     |
| 1986年 | 倚天屠龍記   | 覺遠          |                                                    |
| 1987年 | 靜待黎明     | 古澤仁        |                                                    |
| 1987年 | 男兒本色     | 聶東成        |                                                    |
| 1987年 | 天龍神劍     | 容嘯天        |                                                    |
| 1987年 | 新紮師兄1988 | 邊城          |                                                    |
| 1988年 | 南拳蔡李佛   |               |                                                    |
| 1988年 | 無名火       | 司徒遠        |                                                    |
| 1988年 | 嬴單傳奇     | 單父          |                                                    |
| 1988年 | 兵權         |               |                                                    |
| 1989年 | 花月佳期     |               |                                                    |
| 1989年 | 連城訣       | 梅念笙        |                                                    |
| 1989年 | 蓋世豪俠     | 倪定山        |                                                    |
| 1989年 | 人海虎鯊     | 容東成        |                                                    |
| 1990年 | 愛情三角錯   |               |                                                    |
| 1990年 | 黃土恩情     | 坂本明雄      |                                                    |
| 2000年 | 金裝四大才子 | 寧王          |                                                    |
| 2002年 | 情牽百子櫃   | 張懷安        |                                                    |
| 2002年 | 一網情深     | 楊成禧        | （於2007年播映）                                   |
| 2002年 | 雲海玉弓緣   | 孟神通        |                                                    |
| 2003年 | 智勇新警界   | 陸建武        |                                                    |
| 2003年 | 衛斯理       | 白老大        |                                                    |
| 2003年 | 黑夜彩虹     | 柴榮智        |                                                    |
| 2003年 | 鳳舞香羅     | 辛百川        |                                                    |
| 2004年 | 爭分奪秒     | 王振揚        |                                                    |
| 2004年 | 驚艷一槍     | 劍聖          | 2004年製作，2005年海外首播，在2012年於翡翠台播映   |
| 2005年 | 秀才遇著兵   | 萬鎮方/小祥子 |                                                    |
| 2006年 | 覆雨翻雲     | 朱元璋        |                                                    |
| 2006年 | 上海傳奇     | 顧長城        | （在2007年於無綫劇集台播映，在2013年於翡翠台播映） |
| 2007年 | 強劍         | 北堂傲        |                                                    |

### 電視劇（其他）
- 1985年：中視《楚留香新傳-無花傳奇》
- 1985年：中視《楚留香新傳-終結傳奇》
- 1985年：中視《楚留香新傳-蘭花傳奇》飾 胡鐵花
- 1985年：中視《楚留香新傳-新月傳奇》 飾 胡鐵花
- 1999年：《小李飛刀》 飾 上官金虹
- 2005年：《香港特急》「SBS韓劇」(客串)飾飯店經理    《赤子乘龙》饰皇帝    《傲骨豪情》又名《神医华佗》饰梁冀
- 2006年：《俠骨丹心》饰江海天    《战神再现》饰芭蕉先生
- 2007年：《義本同心》饰贺军  《神探》饰退休警司  《父子神探》饰罗教授
- 2008年：家娛頻道《我主風雲之天算不如人算》 飾 劉啟明   《功夫灌篮》饰大师父   《大话西游》饰皇帝  《女人本色》饰陈宁   《大城市小浪漫》饰陈亮
- 2009年：ntv7、新传媒电视《谈谈情，舞舞狮》 飾 文天祥
- 2009年：《特战先锋》饰 中村雄
- 2010年：《唐琅探案》 飾 杜百龍
- 2010年：《大城市小浪漫》飾 陈亮
- 2010年：《金枝玉葉》 飾 金慶元
- 2010年：《博弈》饰 甄父
- 2011年：《軒轅劍之天之痕》飾 陳輔
- 2011年：《越境》飾 中島
- 2011年：《文家的秘密》 飾 李功達
- 2011年：《跑马场》饰 左啸林
- 2011年：《十五贯》饰 娄万宝
- 2011年：《狭路兄弟》饰 李南煕
- 2011年：《决战豪门》饰 纹身师傅
- 2012年：《谜局1931》饰 水天成
- 2012年：《怒海情仇》饰 孙尧
- 2012年：《科幻大师》饰 金主席
- 2013年：《罗龙镇女人》饰 文太公
- 2013年：《金玉满堂》饰 刘京
- 2013年：《天龙八部》饰 扫地僧
- 2013年：《土地公土地婆》饰 赵父
- 2015年：《仙侠剑》饰 欧阳修罗
- 2016年：《乱世丽人行》
- 2017年：《畫心師》(網絡劇)饰 青城子
- 2017年：《闺蜜决》饰 孫總
- 2017年：《打土匪》
- 2018年：《独孤天下》饰 道长
- 2018年：《人生若如初相见》饰 老状元
- 2018年：《芸汐傳》饰 国舅
- 2019年：《封神演义》饰 姬昌
- 2019年：《PTU機動部隊》 (網絡劇)饰 神爺
- 2019年：《淑女飘飘拳》 (網絡劇)饰 風並行(客串)
- 2020年：《龙岭迷窟》 (網絡劇)饰 了尘
- 2020年：《大侠霍元甲》饰 霍恩第
- 2021年：《恨君不似江楼月》 (網絡劇)饰 卢卡斯
- 2022年：《請君》 (網絡劇)饰 崖叔
- 2024年：《惜花芷》(網絡劇)饰 花屺正
- 2025年：《獅城山海》(網絡微劇)饰 何老板
- 2025年：《她的生存之道》(網絡劇)饰 覺如(客串)
- 2025年：《明月入卿怀》(網絡劇，2021年拍攝)饰 风行云
- 待播：《皓衣行》(網絡劇)
- 待播：《师兄太稳健》(網絡劇) 饰 忘情

## 電影
- 1971年：刀不留人
- 1971年：無敵鐵沙掌
- 1971年：浪子與修女
- 1973年：五雷轟頂
- 1975年：後生
- 1977年：老虎煞星
- 1979年：冷血十三鷹 飾 藍鷹萬達
- 1979年：風流斷劍小小刀
- 1979年：蝶變 飾  Guo, 'The Magic Fire' (as Xiong Gao)
- 1979年：孙膑下山都庞涓 饰 庞涓
- 1980年：地獄無門 飾 The Chief (as Hung Gao)
- 1980年：名劍 飾 陳鐵衣
- 1981年：巡城馬 飾 Hu zhaoguang
- 1982年：生死決 飾 金田八
- 1982年：打擂台 飾 The Master
- 1982年：新天龍八部 飾 鳩摩智
- 1982年：奇門遁甲 飾 高雄 (高教頭)
- 1983年：波牛 飾 Tong's Uncle
- 1984年：天蚕变之布衣神相 飾 華山派掌門
- 1984年：鴻運當頭 飾 何教授
- 1985年：霍東閣 飾 譚榮傑
- 1985年：聖誕奇遇結良緣 飾 Bearded Killer
- 1986年：英雄無淚 飾  Chan Chung
- 1988年：法律無情
- 1988年：孔雀王子 飾 孤峰
- 1989年：鐵膽雄風 飾 Ironman
- 1989年：至尊無上 飾 金牙貴
- 1989年：龍之爭霸 飾  阿健
- 1989年：鬼溝人 飾 Johnny Fan
- 1989年：特警90II：亡命天涯 飾 Kurada
- 1990年：一眉道姑 飾 Chan
- 1990年：霹靂藍天使
- 1991年：夢醒血未停 飾 Fok
- 1991年：禿鷹文件 飾 ngon
- 1991年：五億探長雷洛傳 飾 警校教官
- 1991年：駁腳差佬
- 1992年：審死官 飾 楊青
- 1992年：處女的誘惑 飾 La Pin
- 1993年：東方不敗之風雲再起 飾 汗青
- 1993年：現代豪俠傳 飾 總統得力助手
- 1994年：白髮魔女傳 (1993年電影) 飾 吳三桂
- 1995年：紅番區 飾 超級市場買家
- 1996年：神偷燕子李三
- 1996年：人約黃昏 飾 Edward Ko
- 1998年：致命武器4 飾 Hong (Chinese refugee)
- 1999年：槍火 飾 黑幫龍頭文哥
- 2002年：精武門 饰 霍元甲
- 2002年：英雄十虎 饰 黄麒英
- 2003年：妖夜回廊 饰 陈校长
- 2003年：PTU 飾 大眼
- 2004年：誓不低頭 饰 狄先生
- 2004年：隋唐英雄傳 饰 罗艺
- 2004年：爆裂都市 饰 局长
- 2005年：赤子乘龍 飾 皇帝
- 2007年：神探 飾 退休警司（客串）
- 2008年：功夫灌籃 飾 大師父
- 2009年：火線追凶 飾 端木岩
- 2010年：鏢行天下前傳系列 飾 谷振威
- 2011年：湖西秘密交通线 饰 张镇山
- 2012年：窦老三的遭遇系列 饰 海外神偷
- 2013年：危情黑吃黑
- 2015年：絕地救援 飾 郭明(中國航天局局長)
- 2017年：賭城風雲之扭轉乾坤 (網絡電影)
- 2020年：奇門遁甲 (網絡電影) 饰 周守義
- 2023年：搬山道人之落天荒 (網絡電影)
- 2023年：斗破阴阳宅(網絡電影)
- 2023年：寻龙诡事(網絡電影) 饰 老殿主
- 2025年：神鵰俠情侶：問世間 飾 王重陽

## 外部連結
- 高雄在互联网电影资料库（IMDb）上的資料（英文）
- 高雄在香港影庫上的簡介
- 高雄的新浪微博